# Whittemore (Michigan)
Whittemore – miasto w Stanach Zjednoczonych, w stanie Michigan, w hrabstwie Iosco.